# Marija Kuzmanić Kurta
Marija Kuzmanić Kurta (Split, 15. ožujka 1948.), hrvatska je ekonomistica i pjesnikinja, autorica dijalektne poezije na splitskoj čakavici.
Potječe iz splitske obitelji Kuzmanić Kurta. Diplomirala je na Višoj ekonomskoj školi u Splitu.
God. 2010. objavila je pjesničku zbirku Duša je progovorila. Deset godina kasnije objavljuje drugu samostalnu zbirku Inšpiracijun, napisanu na starosplitskoj čakavici.
Zastupljena je u antologijama Antologija Facebook pjesnika (2014.) i Svim na zemlji mir i veselje (2015.). Pjesme su joj uvrštene u trinaest međunarodnih zbirki.
Članica je Kulturnoga kruga Split. Sudionica je smotre čakavskoga pjesništva Ča pod Perun podstranačkoga ogranka Matice hrvatske.
Djela
- Duša je progovorila, Naklada Tomas: Split, 2010. ISBN 978-953-9533-72-2
- Inšpiracijun, Ogranak Matice hrvatske Split, 2020. ISBN 978-953-7797-48-5[4]